# شمشون الجبار (فلم)
شمشون الجبار فيلم مصري تم إنتاجه عام 1948، من تأليف وإخراج كامل التلمساني وبطولة سراج منير وهاجر حمدي.

## قصة الفيلم
يتذكر (شمشون) الجبار الذي له قوة خارقة ليلة زفافه وكيف أن الأمير الغازى قد غار على بلاده واغتال عروسه. ويقرر الانتقام من الأمير ويتمكن فعلاً من الانتصار على هذا الأمير وطرده من البلاد، يتولى هو العرش والحكم حيث يكون عادلاً ساعيًا في الخير دائمًا، ولكن الأمير المطرود لا ينسى هزيمته امام (شمشون الجبار) فيرسل إليه براقصة تدعى (دليله) كى تنتقم منه وتعرف سر قوته وتتقرب دليله منه حتى يعشقها شمشون ويجلى لها بسر قوته الذي يكمن في طول شعره، تستغل دليله قربها منه وتستطيع بخدعه أن تقيده في أعمدة المعبد وتقص له شعره الطويل. تبلغ الأمير الغازى بما فعلت فيهاجم الأمير البلدة بعد أن تأكد أن شمشون فقد قوته ويستولى على عرش البلد. إلا أن شمشون الذي لم يفعل إلا الخير لم يتخل عنه الإله، فيعيد إليه شعره فيتمكن من هدم المعبد والتوجه إلى الأمير الغازى ليهزمه مرة أخرى ويطرده، يطرد دليله حيث تعلم إلا يستسلم لامرأة بعد ذلك.

## فريق العمل
إخراج وتأليف: كامل التلمساني
إنتاج: أحمد سالم
طاقم العمل:
- سراج منير
- هاجر حمدي
- عماد حمدي
- هاجر كامل
- محمود المليجي
- عبد الوارث عسر
- رفيعة الشال
- محمد الديب
- سعاد مكاوي
- محمود السباع

## روابط خارجية
- شمشون الجبار على موقع IMDb (الإنجليزية)
- شمشون الجبار على موقع الدهليز
- شمشون الجبار على موقع قاعدة بيانات الأفلام العربية
- شمشون الجبار على موقع قاعدة بيانات الفيلم (الإنجليزية)